# Chris Espinosa
Chris Espinosa (* 18. září 1961, USA) je jedním z vedoucích zaměstnanců společnosti Apple Inc., ve které začal pracovat již ve svých čtrnácti letech, a to v roce 1976, kdy teprve rozvíjející se firma sídlila v garáži rodičů Steva Jobse. Oficiálně byl označován za zaměstnance číslo 8. V současnosti je Espinosa nejdéle sloužícím zaměstnancem Apple Inc.

## Kariéra
Espinosa narazil na Steva Jobse v obchodě Paula Terrella, kde Jobs instaloval počítač Apple I. O něco později se spřátelil i se Stevem Wozniakem. Učitelé z kalifornské Homestead High School, školy, kde tehdy všichni tři chlapci studovali, Espinosu před Jobsem a Wozniakem varovali jakožto před problémovými studenty (jak tomu bylo alespoň v případě Steva Jobse).
Pro začínající společnost v Jobsově garáži psal Espinosa softwarové manuály a tvořil programy v programovacím jazyce BASIC.

## Film
Americký herec Eddie Hassell ztvárnil Chrise Espinosu ve filmu Jobs z roku 2013.